# Distretto di Gündoğmuş
Il distretto di Gündoğmuş (in turco Gündoğmuş ilçesi) è uno dei distretti della provincia di Adalia, in Turchia.